# Arseni Golovko
Arseni Grigorievitch Golovko (en russe : Арсений Григорьевич Головко, né le 23 juin 1906 à Prokhladnaïa, village de Cosaques du Caucase du Nord, dans l'Empire russe, et mort le 17 mai 1962 à Moscou (URSS), est un admiral soviétique.

## Biographie
Arseni Golovko entra dans la flotte soviétique en 1925. En 1928, il sortit diplômé de l'école d'officiers de marine de Leningrad. En 1937 et 1938, il participa à la guerre civile espagnole du côté républicain. Après son retour en Union soviétique, Golovko fréquenta l'académie de guerre de la marine. De 1940 à 1946, durant la Seconde Guerre mondiale, il commanda la Flotte du Nord. Puis il occupa divers postes au sein de la marine soviétique, y compris en tant que commandant de la flotte de la Baltique. En 1956, il fut nommé premier chef adjoint de la flotte de guerre soviétique. Il fut aussi le député du Soviet suprême de l'URSS. Mort à Moscou, il est enterré au cimetière de Novodevitchi.

## Décorations
Pour ses services, Golovko fut distingué à de nombreuses reprises. Il reçut
- quatre fois l'ordre de Lénine
- deux fois l'ordre du Drapeau rouge
- deux fois l'ordre d'Ouchakov de 1re classe
- l'ordre de Nakhimov
- deux fois l'ordre de l'Étoile rouge

ainsi que diverses médailles et distinctions soviétiques et étrangères.
- médaille pour la défense du Transarctique Soviétique
- Médaille pour la victoire sur l'Allemagne dans la Grande Guerre patriotique de 1941-1945

## Famille
Son épouse était l'actrice russe Kira Golovko (en) et sa fille Natalia Golovko est également actrice. Le fils de l’amiral, Mikhaïl Arsenievitch Golovko, est diplômé de l'École militaire de la flotte Frounze (ru) en 1971, puis, de l'Académie navale en 1978. Il entre ensuite dans la Flotte de la mer Noire. Plus tard, il travaille à Moscou dans le mensuel du ministère de la Défense Morskoï sbornik (Морской сборник).

## Hommages
- Dans sa ville natale Prokhladny on a nommé une rue en son honneur et un monument y est également inauguré.
- On a aussi nommé en son honneur les rues à Kryvyï Rih, Naltchik, Severomorsk et à Baltiisk.
- Le nom du général porte un croiseur lance-missiles de la flotte de la mer Noire. On projette le donner également à l'un des patrouilleurs de la classe Amiral Gorchkov.
- Irina Moroz lui consacre le documentaire Journal du général Golovko sorti en 2008[1].